# Thoracibidion ruficaudatum
Thoracibidion ruficaudatum är en skalbaggsart som först beskrevs av Thomson 1865.  Thoracibidion ruficaudatum ingår i släktet Thoracibidion och familjen långhorningar.
Artens utbredningsområde är Venezuela. Inga underarter finns listade i Catalogue of Life.